# Церква святого апостола і євангеліста Іоана Богослова (Осники)
Церква святого апостола і євангеліста Іоана Богослова в Осниках — парафія і храм Лановецького благочиння Тернопільської єпархії Православної церкви України в селі Осники Кременецького району Тернопільської области.

## Історія церкви
Дерев'яний храм святого апостола і євангеліста Іоана Богослова разом із дзвіницею був збудований у 1754 році. У церкві зберігалися цінні богослужбові книги: Євангеліє 1681 року (збережене донині), служебник 1702 року та апостол 1719 року. Ще одне Євангеліє у 1771 році подарував ієромонах Свято-Успенської Почаївської Лаври Ігнатій Белєнський.
За часів незалежності, з ініціативи народного депутата Михайла Ратушного, на старому фундаменті було зведено новий мурований храм. У грудні 2005 року церкву освятив Патріарх Київської і всієї Руси-України Філарет. На правій стіні храму з'явився нерукотворний образ Спасителя, який, за переказами, благословляє парафіян.

## Парохи
- о. Павло Гловінський,
- о. Миколай Лівіцький,
- о. Пилип Комобанович (1821—1827),
- о. Йосип Шелитило (1827—1840),
- о. Микола Левіцький (1840—1842),
- о. Степан Давидович (1842—1846),
- о. Олексій Лотоцький (1846—1851),
- о. Микола Левіцький (1851—1852),
- о. Василь Гутовський (1852—1884),
- о. Михайло Мосоновський (1884—1885),
- о. Діонісій Карилович (1885—1888),
- о. Павло Головинський (1888—1891),
- о. Георгій Лотоцький (1891—1910),
- о. Юрій Бойко (з ?).